# アニメ・スポット
有限会社アニメ・スポットは、かつて存在した日本の企業。アニメーション制作のうち、作画作業の請負を主な事業内容とした。

## 概要
おとぎプロ出身のアニメーターである安部正己（アベ正己）が1980年に設立した、アニメーション制作会社。本社及びスタジオは、東京都練馬区貫井2丁目24番地2号に所在した（※1995年当時）。アニメーターの西尾鉄也はアニメ・スポット出身である。
2012年9月、アベ他所属アニメーターがスタジオエルに移籍。当社は2013年6月12日 17:00、破産手続が開始された。

## 主な参加作品

### テレビシリーズ
- まんがことわざ事典（1980年-1982年）
- おそ松くん （1988年-1989年）
- 悪魔くん （1989年-1990年）
- 少年アシベ （1991年）
- クレヨンしんちゃん （1992年-）
- 幽☆遊☆白書 （1992年-1995年）
- 3丁目のタマ うちのタマ知りませんか? （1994年）
- 名探偵コナン （1996年-）
- るろうに剣心 -明治剣客浪漫譚- （1996年-1998年）
- ケロケロちゃいむ （1997年）
- ポケットモンスター （1997年-2002年）
- 発明BOYカニパン （1998年-1999年）
- タイムボカン2000 怪盗きらめきマン （2000年）
- とっとこハム太郎 （2000年-2006年）
- フルーツバスケット（2001年）
- 機動天使エンジェリックレイヤー （2001年）
- 学園戦記ムリョウ （2001年）
- あたしンち （2002年-）
- SAMURAI DEEPER KYO （2002年）
- 真・女神転生Dチルドレン ライト&ダーク （2002年-2003年）
- R.O.D -THE TV- （2003年）
- ボボボーボ・ボーボボ （2003年-2005年）
- おねがいマイメロディ （2005年-2006年）
- 涼風 （2005年）
- ワンワンセレプー それゆけ!徹之進 （2006年）
- 怪 〜ayakashi〜 （2006年）
- おねがいマイメロディ 〜くるくるシャッフル!〜 （2006年-2007年）
- 桜蘭高校ホスト部 （2006年）
- Gift 〜ギフト〜 eternal rainbowGift （2006年）
- ぷるるんっ!しずくちゃん （2006年-2007年）
- 天保異聞 妖奇士 （2006年-2007年）
- 魔法少女リリカルなのはStrikerS （2007年）
- DARKER THAN BLACK -黒の契約者- （2007年）
- ななついろ★ドロップス （2007年）
- スカイガールズ （2007年）
- ミヨリの森 （2007年）
- バンブーブレード （2007年-2008年）
- Myself ; Yourself （2007年）
- みなみけ （2007年）
- To LOVEる -とらぶる- （2008年）
- ネットゴーストPIPOPA （2008年）
- S・A〜スペシャル・エー〜 （2008年）
- ソウルイーター （2008年）
- RD 潜脳調査室 （2008年）
- 図書館戦争 （2008年）
- 薬師寺涼子の怪奇事件簿 （2008年）
- 恋姫†無双 （2008年）
- 夜桜四重奏 〜ヨザクラカルテット〜 （2008年）
- 忍たま乱太郎 （2012年）

### OVA
- テイルズ オブ シンフォニア THE ANIMATION （2007年）

### 劇場映画
- うる星やつら4 ラム・ザ・フォーエバー （1986年）
- 幽☆遊☆白書 （1993年）
- 新世紀エヴァンゲリオン劇場版 Air/まごころを、君に （1997年）
- 劇場版ポケットモンスターシリーズ
  - 幻のポケモン ルギア爆誕 （1999年）
  - セレビィ 時を超えた遭遇 （2001年）
  - 水の都の護神 ラティアスとラティオス （2002年）
- 劇場版ポケットモンスター アドバンスジェネレーションシリーズ
  - 七夜の願い星 ジラーチ （2003年）
  - ミュウと波導の勇者 ルカリオ （2005年）
  - ポケモンレンジャーと蒼海の王子 マナフィ （2006年）
- 劇場版ポケットモンスター ダイヤモンド&パールシリーズ
  - ディアルガVSパルキアVSダークライ （2007年）
  - ギラティナと氷空の花束 シェイミ （2008年）
- ああっ女神さまっ （2000年）
- ドラえもん のび太のワンニャン時空伝 （2004年）
- マインド・ゲーム（2004年）
- 劇場版ツバサ・クロニクル 鳥カゴの国の姫君 （2005年）
- クレヨンしんちゃん 伝説を呼ぶ 踊れ!アミーゴ! （2006年）
- 超劇場版ケロロ軍曹 （2006年）
- 名探偵コナン 探偵たちの鎮魂歌 （2006年）
- 劇場版 どうぶつの森 （2006年）
- 超劇場版ケロロ軍曹3 ケロロ対ケロロ天空大決戦であります! （2008年）

### ゲーム内アニメパート
- バックガイナー （1998年）